# Argelia Laya
Argelia Laya   (San José de Barlovento, 10 de juliol de 1926 - Caracas, 27 de novembre de 1997) va ser una educadora afroveneçolana i activista dels drets de les dones. Va fer una campanya pel sufragi de les dones i va ser una de les primeres dones veneçolanes que va parlar obertament del dret de la dona de tenir fills fora del matrimoni i d'avortar lliurement. Va defensar la despenalització de l'avortament i el dret tant de les estudiants com de les professors d'assistir a l'escola, independentment de si estiguessin embarassades. A la dècada del 1960 va ser guerrillera del partit comunista, després es va apartar del partit per ajudar a fundar el Moviment al Socialisme (MAS). A través d'aquest partit, va pressionar perquè les regulacions contra la discriminació obtinguessin paritat socioeconòmica per a minories, treballadors i dones.

## Joventut
Argelia Mercedes Laya López va néixer el 10 de juliol de 1926 en una plantació de cacau a San José del Río Chico, a l'estat de Miranda (Veneçuela), filla de Rosario López i Pedro María Laya. Era la tercera de quatre germans i era descendent d'afroveneçolans. Potser la seva educació va ser la guspira del seu treball posterior en la recerca de la igualtat i els drets per a totes les persones. Els pares de Laya van ensenyar a ella i als seus tres germans la importància de la igualtat, a sentir-se orgullosos ser afrodecedents i a no sentir vergonya ni deixar-se discriminar. Com que el seu pare va participar en moviments armats contra el dictador Juan Vicente Gómez, va ser empresonat diverses vegades i finalment desterrat de Miranda el 1936. Va morir aquell mateix any, deixant la família a les dificultats financeres. En aquell moment, la família, es va traslladar a Caracas, on Laya va entrar a l'Escola Normal. Mentre encara estava a l'escola, va fundar el Centre per a estudiants novel·listes i el va utilitzar com a plataforma per defensar el dret de les dones a l'educació i la igualtat social i política. Va formular les seves idees en un pla nacional que estableix principis i estratègies per eliminar la discriminació de gènere. Es va graduar amb la seva carrera de docent el 1945, als 19 anys.

## Carrera
Aquell mateix any, un cop d'estat va enderrocar el règim del president Isaías Medina Angarita, i Laya va ser enviada a La Guaira per treballar en una campanya d'alfabetització. El 1946, Laya va cofundar l'Organització de la Unió Nacional de Dones i va exercir de secretària de l'organització fins al 1958. Va demanar debats i va instar a que es concedís sufragi a les dones. Durant els seus primers anys d'ensenyament, Laya va tenir un fill i, com a mare soltera, es va quedar suspesa d'ensenyar per la seva «immoralitat». Va escriure una carta de protesta al ministre d'Educació, Luis Beltrán Pietro Figueroa, manifestant el seu dret a ser soltera i tenir un fill, i el seu dret a no tenir prejudicis que l'impedeixin buscar serveis per al seu fill d'organitzacions com ara cures infantils i centres d'atenció sanitària. Després de diversos mesos, se li va permetre tornar a la docència, però es va mostrar més activa sobre les formes en què les dones s'enfrontaven a les discriminacions. Sabent que no només les professores embarassades perdien la feina, sinó que les estudiants embarassades eren expulsades de l'escola, Laya va pressionar per fer reformes perquè es reconegués a tots els ciutadans el dret universal a l'educació.
Laya també va organitzar el Comitè Femení de la Junta Patriòtica i va servir en la Legió de Dones Nacionalistes. Va oferir classes magistrals de salut mental i va defensar la protecció dels drets sexuals i reproductius de les dones, defensant tant embarassos i avortaments segurs. Laya va ser una de les primeres dones veneçolanes que va defensar el dret d'avortament i la despenalització del procediment. Posteriorment, Laya es va implicar principalment en aquests temes com a membre del consell de l'Associació veneçolana per a l'educació sexual alternativa i la defensa de les dones violades. Es va convertir en secretària adjunta de la Federació de Professors de Veneçuela i col·laboradora activa amb el Consell d'Administració de l'Associació de Periodistes i Escriptors de la capital de Vargas. Lara també va ser vicerectora de la Universitat Popular Victor Camejo Oberto.
A la dècada del 1950, Laya es va incorporar al Partit Comunista de Veneçuela (que va ser força influenciat per la Revolució cubana i va ser utilitzat com a model pels veneçolans) en oposició al president Marcos Pérez Jiménez. Dos anys després, es va casar i, posteriorment, va tenir tres fills més. El 1959, com a resposta als problemes polítics del país, es va unir als grups guerrillers del Partit Comunista i va formar part del Comando Jacinta. Durant sis anys, va participar en activitats guerrilleres.
A finals de la dècada del 1960 va exercir de vicepresidenta del Primer Congrés de Dones Veneçolanes. Advocant la protecció del lloc de treball, inclosos els permisos per maternitat i els centres d'atenció a la infància, el Congrés va ajudar a formular lleis per protegir els entorns de salut i de la feina. Cap al final del seu temps amb el grup guerriller, es va fer més apassionada per defensar els drets de les persones desfavorides (dones, minories i classe treballadora) en lloc de lluitar pel poder militar i polític sobre Veneçuela.
A principis de la dècada del 1970, es va incorporar a un grup d'extensió del partit comunista, que finalment es va separar i va formar el Moviment al Socialisme (MAS). Com a fundadora, Laya va ser la primera dona que va ocupar un lloc tan alt en qualsevol partit polític a Veneçuela. Però abans de la «divisió», Laya va assistir a una fira acollida pel partit comunista francès (encara s'identificava com a comunista en aquell moment) en la qual va poder viatjar per Hongria, Romania, Bulgària i la Unió Soviètica. En aquest viatge, va descobrir que el problema del masclisme no existia només a la cultura llatina sinó que era un fenomen mundial. La desigualtat de la remuneració laboral en aquests països, així com en els seu, va ser un dels principals problemes pels quals Laya lluitaria fermament. El 1970 va ser un any de canvis en les seves visions polítiques, ja que va posar fi a una llarga afiliació comunista per dirigir-se cap al socialisme. Com a secretària del nou partit, va pressionar perquè s'establís un codi ètic per a la protecció dels treballadors, lleis per a prohibir la violència contra les dones, i va impulsar les regulacions per prevenir la discriminació i les injustícies cap als afroveneçolans i altres minories, camperols, i les dones.
A la dècada del 1980, Laya va exercir en la Comissió assessora de les dones a la presidència de la República i va ser assessora de l'Institut Transcultural d'Estudis de les Dones Negres. El 1982 va participar en les reformes del codi civil per eliminar la discriminació en els procediments d'adopció per protegir els drets de les mares i els fills. El 1985, va ser seleccionada per assistir a la Tercera Conferència Mundial sobre la Dona de les Nacions Unides, celebrada a Nairobi (Kènya), com a delegada veneçolana. Durant la dècada, també va exercir com la representant de Veneçuela a la Comissió Interamericana de Dones, i va formar part de la iniciativa de salut per a dones realitzada pel govern. El 1988 Laya va exercir sense èxit com a candidata al MAS per a governador de l'estat de Miranda, i dos anys més tard es va convertir en presidenta del partit. Amb aquesta realització, va obtenir el títol de primera dona i primera afrodescendent (afrollatina / afroveneçolana) que va obtenir aquest càrrec.
El 1994 va assistir a la primera reunió per parlar sobre dones i educació a Bolívia. Allà va ajudar a redactar un programa per eliminar el sexisme mitjançant l'educació. El pla preveia que les qüestions de gènere esdevinguin parts integrants de l'estudi i el diàleg al llarg de tota l'educació.

## La seva mort i llegat
Laya va morir el 27 de novembre de 1997 a Caracas als 71 anys. A Veneçuela hi ha programes i polítiques relacionades amb la igualtat de gènere que porten el seu nom. Alguns d'aquests programes existeixen dins de la Universitat Politècnica Territorial del Ventall i el Pla de formació feminista de l'Escola de formació socialista per a la igualtat de gènere.
Una cèlebre cita de Laya és «Lluitarem pels nostres drets i la nostra pàtria, perquè el problema de la igualtat de la dona és el problema de l'alliberament dels pobles».